# Penaeopsis eduardoi
Penaeopsis eduardoi is een tienpotigensoort uit de familie van de Penaeidae. De wetenschappelijke naam van de soort is voor het eerst geldig gepubliceerd in 1977 door Pérez Farfante.